# 四十坂浅間山古墳

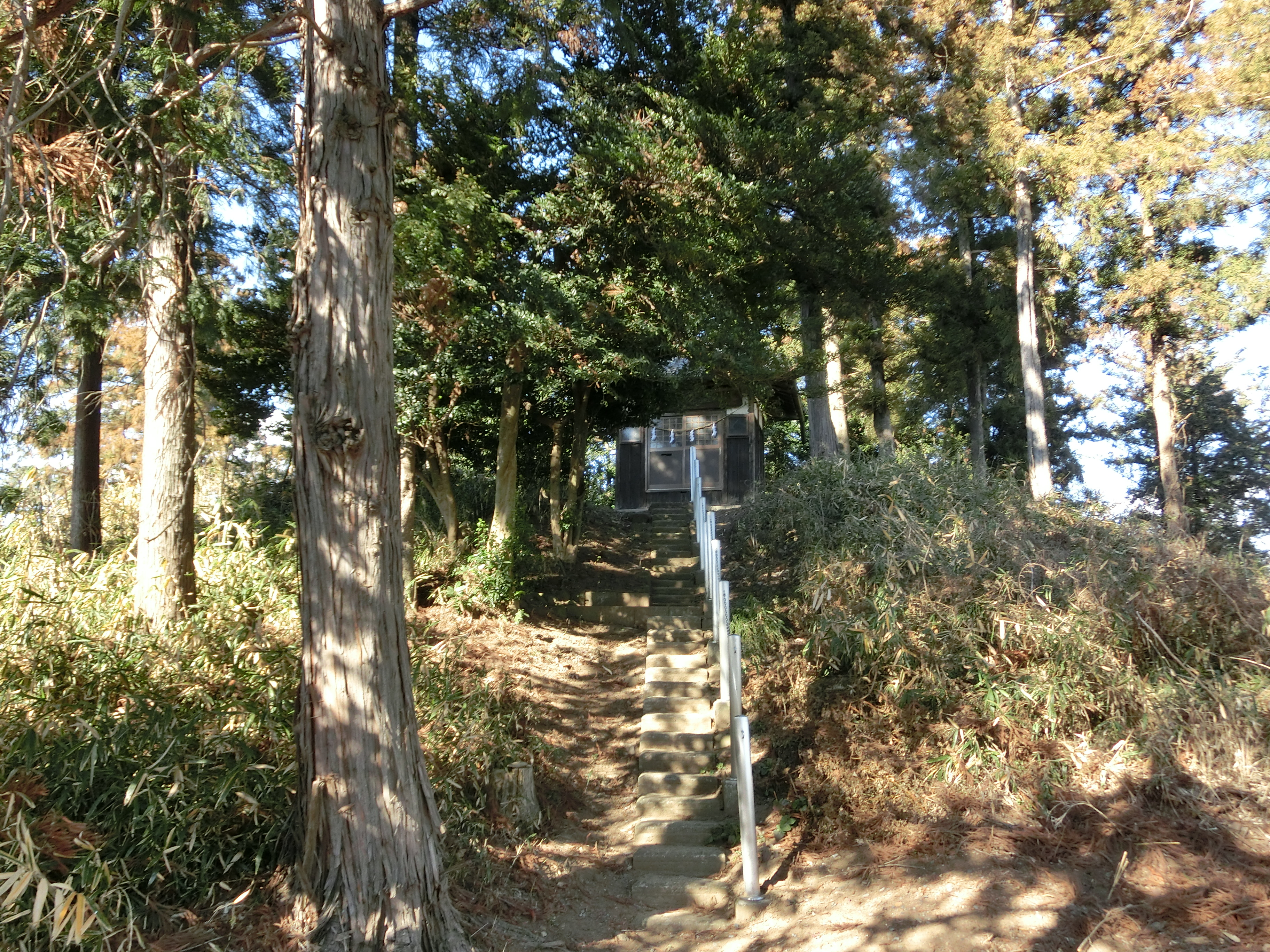
四十坂浅間山古墳

四十坂浅間山古墳（しじゅうざかせんげんやまこふん）は、埼玉県深谷市の四十塚古墳群内にある円墳である。「浅間塚」とも呼ばれている。
直径35メートル、高さ4メートル。墳頂に木花咲耶姫を祀る浅間神社が鎮座している。墳丘北側には周溝とみられるくぼみが確認されている。この古墳の周辺には7，8基の円墳が存在したが、すべて破壊された。それらの石室石材と思われる角閃石安山岩が墳丘の階段に使用されている。
1979年（昭和54年）4月1日付けで岡部町（当時）指定史跡に指定された。